# Municipio de Álamos
El Municipio de Álamos es uno de los 72 municipios del estado mexicano de Sonora, ubicado en la parte Sureste del estado. Su cabecera municipal es el pueblo mágico de Álamos, otras localidades importantes son: San Bernardo, El Mocúzarit (Conicárit), Los Tanques, entre otras. Asimismo, existen diversas comunidades con presencia de indígenas guarijíos y mayos, como Mesa Colorada, Guajaray, Bavícora, El Paso y Basiroa. 
Fue decretado municipio independiente en 1813, al mismo tiempo que otro gran número de municipios más, en la primera división política de Sonora como estado, mediante la constitución española del Cádiz. En ese momento el municipio dejó de formar parte de la provincia de Sinaloa. el Censo de Población y Vivienda 2020 realizado por el Instituto Nacional de Estadística y Geografía (INEGI), el municipio tiene una población total de 24,976 habitantes, posee un superficie de 6,426.22 km², siendo el sexto municipio más extenso de Sonora. Como a la mayoría de los municipios del estado, el nombre se dio por su cabecera municipal. Su producto interno bruto per cápita es de USD 6,800 y su índice de desarrollo humano (IDH) es de 0.7560.

## Historia como municipio
Los primeros pobladores dentro del territorio del municipio se dieron a finales de siglo XVII tras el descubrimiento de minas de plata en la región, fue una de las primeras poblaciones españolas de lo que hoy es el estado de Sonora y se convirtió en el principal asentamiento de la región, el nombre con el que se le conoció en sus primeros años fue Real de Los Frayles o Real de la Limpia Concepción de los Álamos. En 1687 estuvo a su paso el jesuita Francisco Eusebio Kino, ya para 1690 contaba con una casa de ensaye montada por don Juan Salvador Esquer y en la década de 1720 se construyó la segunda iglesia por iniciativa del padre Aragón, misma que fue demolida a finales del siglo XVIII para construir el actual templo de la Parroquia de la Purísima Concepción de Álamos, construido de 1786 a 1821. En 1813 fue decretado municipio al mismo tiempo que otro número de municipios más, en lo que fue la primera organización y división política Sonora después de ser decretado como estado, mediante la constitución española del Cádiz. Al ser erigido municipio independiente dejó de formar parte de la provincia de Sinaloa, y el pueblo de Álamos se nombró cabecera municipal y de igual manera, capital de estado de Sonora.
En esta región se suscitaron hechos importantes para la historia de México, el pueblo de Álamos (cabecera del municipio) fue escenario de varias batallas importantes entre tropas, como la ocurrida el 24 de septiembre de 1865, misma donde falleció el coronel y doctor don Antonio Molina, miembro también del ejército republicano. Otra fecha de importancia es el 7 de enero de 1866, cuando el citado Chato Almada y el general republicano Ángel Martínez se enfrentaron, resultando vencedor este último, siendo ésta una victoria de suma importancia para la causa de la república en el noroeste de México. Hoy Álamos es un pueblo mágico.

## Geografía
El municipio está ubicado en el sureste del estado de Sonora, y se localiza en el paralelo 27°01' de latitud norte y a los 108°55' de longitud al oeste del meridiano de Greenwich; a una altura máxima de 2,000 metros sobre el nivel del mar y una mínima de 500. Colinda al noreste con el estado de Chihuahua, al sureste con el estado de Sinaloa, al suroeste con el municipio de Huatabampo, al oeste con el de Quiriego y al noroeste con el de Navojoa.

### Límites municipales
Tiene límites administrativos con los siguientes municipios según su ubicación:
| Noroeste: Navojoa y Quiriego | Norte: Estado de Chihuahua | Nordeste: Estado de Chihuahua                 |
| Oeste: Navojoa               |                            | Este: Estado de Chihuahua y Estado de Sinaloa |
| Suroeste: Huatabampo         | Sur: Estado de Sinaloa     | Sureste: Estado de Sinaloa                    |

Posee una superficie de 6,426.22 kilómetros cuadrados, que representan el 3.56% del total estatal.

### Orografía
El 70% de la superficie total del municipio es zona accidentada, localizándose en la región noreste y zonas aisladas donde el terreno está surcado por las derivaciones de la Sierra Madre Occidental. La altitud en esta área varía de 500 a 2000 metros. Se destacan las serranías de Sierra Oscura, Sierra Calabazas, Sierra La Ventana, Sierra Milpillas, Sierra San Ignacio, Sierra Álamos, Sierra Blanca, Sierra Las Tablas, y accidentes geográficos como Cerro El Venado, Cerro Guanonic, Cerro Zaraperos, Cerro Cueva la Carbonera, Cerro Solitario, Cerro Sahualique, Cerro El Aguajón, Mesa Cabaipaco, Cerro El Saucito, Cerro Colorado, Cerro El Plátano, Cerro La Ventana, Cerro Zaraperos, Cerro La Isla, Cerro La Casa Quemada, Cerro El Pinal, Cerro El Aguaje del Tigre, Cerro El Pilar, Loma El Yugo, Cerro El Chopal, Loma La Tierra Blanca, Cerro El Desván, Cerro El Sombrerito, Cerro El Cincho, Cerro El Brinco, Cerro La Periquera, Cerro Puerto Charuco, Cerro Blanco, Cerro El Muertito, Cerro Las Tatemitas, Cerro El Zacate, Cerro Molacho, Cerro El Cusal, Cerro El Pinalito, Cerro La Pila, Cerro El Divisaderio, Loma Los Veladores, Cerro Los Tamales, Cerro La Llave, Cerro Los Cusis, Cerro El Rincón, Cerro Sartejenal, Cerro Las Piedras, Cerro Filo Blanco, Cerro Las Cuachas, Cerro Los Guajolotes, Cerro El Sotolar, Cerro La Lechuguilla, Cerro La Mina, Cerro Urupaquito, Cerro Las Palomas, entre otros.
El 19 de julio de 1996 se decretó como Área Natural Protegida (ANP) al Área de Protección de Flora y Fauna "Sierra de Álamos-Río Cuchujaqui". La administración de esta ANP está a cargo de la Comisión Nacional de Áreas Naturales Protegidas (CONANP). Está incluida en la lista de Sitio Ramsar de humedales de importancia internacional y en la lista de reservas del Programa Hombre y la Biosfera (MaB por su siglas en inglés) de la UNESCO.

### Hidrografía
El río Mayo cruza de oriente a poniente el municipio procedente del Estado de Chihuahua. La cuenca de captación del Río Mayo tiene 11,130 kilómetros cuadrados, su longitud es de 350 kilómetros; es la principal fuente de agua superficial con sus escurrimientos controlados por la presa Adolfo Ruiz Cortines; algunos afluentes importantes son: Arroyo Limón, Arroyo El Muertito, Arroyo Guajaray, el arroyo Promontorios nace en la sierra Álamos con los afluentes de los arroyos Tetajiosa y El Chorro. La cuenca de captación del arroyo Promontorios cuenta con 150 kilómetros cuadrados y sus escurrimientos son controlados por la presa El Veranito. El arroyo Cuchujaqui nace en el estado de Chihuahua, teniendo como principales afluentes a los arroyos de Aduana y El Mentidero. En el municipio se localizan cinco pozos para uso agrícola y tres canales principales.

### Clima
El municipio de Álamos cuenta con un clima semiseco-semicálido, con una temperatura media mensual máxima de 29.7 °C en los meses de junio y julio y una media mensual mínima de 17 °C de diciembre a febrero; se llegan a tener temperaturas máximas de 44 °C y temperaturas mínimas de 2 °C, además con una media anual de 23.6 °C. 
El periodo de lluvias se presenta en los meses de julio, agosto, septiembre, con una precipitación media anual de 652.3 milímetros y en los meses de diciembre a marzo hay períodos de heladas.

### Flora y fauna
En toda la zona predomina la selva baja caducifolia, se encuentra distribuida sobre las laderas de los lomeríos y elevaciones estableciendo comunidades de cazahuates, colorines, amapa, pochote, guayacán, etcétera. En el este hay variedades de pináceas y encino, se destacan zonas de agricultura de temporal en el norte y el sur del municipio; también se cultivan árboles frutales como guayabas, duraznos y membrillos, además es común en época de verano recoger chiltepines a la orilla de los arroyos. Así como una gran cantidad de arboledas de álamos a largo de su territorio.
En lo que a fauna se refiere existen en el municipio las siguientes especies: 
- Anfibios: rana platanera, ninfa, salamandra, ajolotes y siboris.
- Reptiles: tortuga de río, cachorón, culebra pichicuata, serpiente corua y boa.
- Mamíferos: jabalí, zorra gris, venado cola blanca, margay y ardilla
- Aves: carpintero velloso, trepatroncos, cauhtotomí, gavilán ratonero y halcón negro.[14]

## Demografía
De acuerdo a los resultados del Censo de Población y Vivienda realizado en 2020 por el Instituto Nacional de Estadística y Geografía (INEGI), la población total del municipio es de 24 976 habitantes; con una densidad poblacional de 3.88 hab/km², y ocupa el puesto 15° en el estado por orden de población. Del total de pobladores, 12 909 son hombres y 12 067 son mujeres. En 2020 había 10 065 viviendas, pero de estas 7135 viviendas estaban habitadas, de las cuales 1789 estaban bajo el cargo de una mujer. Del total de los habitantes, 1411 personas mayores de 3 años (5.65% del total municipal) habla alguna lengua indígena; mientras que 623 habitantes (2.49%) se consideran afromexicanos o afrodescendientes.
El 83.73% del municipio pertenece a la religión católica, el 6.55% es cristiano evangélico/protestante o de alguna variante y el 0.02% es de otra religión, mientras que el 9.55% no profesa ninguna religión.

### Educación y salud
Según el Censo de Población y Vivienda de 2020; 69 niños de entre 6 y 11 años (0.28% del total), 68 adolescentes de entre 12 y 14 años (0.27%), 1,045 adolescentes de entre 15 y 17 años (4.18%) y 854 jóvenes de entre 18 y 24 años (3.42%) no asisten a ninguna institución educativa. 1508 habitantes de 15 años o más (6.04%) son analfabetas, 1,490 habitantes de 15 años o más (5.97%) no tienen ningún grado de escolaridad, 2,957 personas de 15 años o más (11.84%) lograron estudiar la primaria pero no la culminaron, 752 personas de 15 años o más (3.01%) iniciaron la secundaria sin terminarla, teniendo el municipio un grado de escolaridad de 8.2.
La cantidad de población que no está afiliada a un servicio de salud es de 3,949 personas, es decir, el 15.81% del total municipal, de lo contrario el 84.05% sí cuenta con un seguro médico ya sea público o privado. En el territorio, 1,665 personas (6.67%) tienen alguna discapacidad o límite motriz para realizar sus actividades diarias, mientras que 325 habitantes (1.3%) poseen algún problema o condición mental.

### Localidades
El municipio está conformado por 317 localidades, de las cuales sólo el 8% cuenta con una población mayor a 200 habitantes:
| Localidad                | Población |
| Total Municipio          | 25,694    |
| Álamos                   | 10,961    |
| San Bernardo             | 1,086     |
| El Mocúzarit (Conicárit) | 652       |
| Los Tanques              | 555       |
| Minas Nuevas             | 432       |
| Basiroa                  | 324       |
| Osobampo                 | 311       |
| Nuevo Piedras Verdes     | 305       |
| Yocojigua                | 278       |
| La Aduana                | 269       |
| Tapizuelas               | 256       |
| Guajaray                 | 242       |
| El Guamúchil             | 242       |
| La Providencia           | 240       |
| Mesa Colorada            | 236       |
| El Chinal                | 221       |
| Mochibampo               | 221       |
| La Higuera               | 219       |

El mapa de las localidades más importantes del municipio.

Otras localidades son: El Zapote, La Quintera, Techobampo, Potrero de Alcántar, El Tabelo (San José del Tabelo), 21 de Marzo, Cerro Colorado (El Colorado), El Maquipo, Cochibampo, Munihuasa, El Chino (San Antonio de los Chinos), Los Camotes (San José del Palmar), Mexiquillo, Los Estrados, El Cajón del Sabino (El Cajón), Baboyagui, Los Muertos, El Paso, La Laborcita, San Antonio del Cupis (El Cupis), Huirocoba, Las Flores, Macoyahui, Palos Chinos, Potrero de Reuter, El Limón, entre otras.

## Gobierno
La sede del gobierno municipal se encuentra en la villa de Álamos. El ejercicio gubernamental recae en el presidente municipal y su gabinete, elegidos cada tres años. El ayuntamiento está integrado por un presidente municipal, un síndico, tres regidores de mayoría relativa y dos de representación proporcional. La reglamentación municipal se basa en el Bando de Policía y Buen Gobierno.
El municipio pertenece al VII Distrito Electoral Federal de Sonora que está encabezado por Navojoa y al XXI Distrito Electoral de Sonora con sede en la ciudad de Huatabampo.

### Cronología de presidentes municipales
| Período               | Presidente municipal              | Partido político                       | Notas |
| --------------------- | --------------------------------- | -------------------------------------- | --- |
| 1857–1858             | Bartolomé Eligio Almada Salido    |                                        | Períodos de un año, hasta 1925 |
| 1858–1859             | Antonio Benigno Almada            |                                        | |
| 1859–1860             | Mateo Ortiz                       |                                        | |
| 1860–1861             | Vicente Ortiz                     |                                        | |
| 1861–1862             | Francisco Obregón Gómez           |                                        | |
| 1862–1863             | Ignacio de S. Palomares Campoy    |                                        | |
| 1863–1864             | Ignacio de S. Palomares Campoy    |                                        | |
| 1864–1865             | Carlos E. Gaxiola                 |                                        | |
| 1865–1866             | Carlos E. Gaxiola                 |                                        | |
| 1866–1867             | Ramón Salazar                     |                                        | |
| 1867–1868             | Eugenio Ortiz                     |                                        | |
| 1868–1869             | Manuel Moreno                     |                                        | |
| 1869–1870             | Jesús Antonio Almada              |                                        | |
| 1870–1871             | Bartolomé Eligio Almada Salido    |                                        | |
| 1871–1872             | Quirino Corbalá                   |                                        | |
| 1872–1873             | Severiano Talamante               |                                        | |
| 1873–1874             | Antonio Goycolea                  |                                        | |
| 1874–1875             | Quirino Corbalá                   |                                        | |
| 1875–1876             | Francisco Salido                  |                                        | |
| 1876–1877             | Rafael Acuña                      |                                        | |
| 1877-1878             | Quirino Corbalá                   |                                        | |
| 1878–1879             | Quirino Corbalá                   |                                        | |
| 1879–1880             | Quirino Corbalá                   |                                        | |
| 1880–1881             | Quirino Corbalá                   |                                        | |
| 1881–1882             | Tranquilino Otero                 |                                        | |
| 1882–1883             | Quirino Corbalá                   |                                        | |
| 1883–1884             | Quirino Corbalá                   |                                        | |
| 1884–1885             | Quirino Corbalá                   |                                        | |
| 1885–1886             | Antonio Goycolea                  |                                        | |
| 1886–1887             | Quirino Corbalá                   |                                        | |
| 1887–1888             | Quirino Corbalá                   |                                        | |
| 1888–1889             | Ángel Almada                      |                                        | |
| 1889–1890             | Quirino Corbalá                   |                                        | |
| 1890–1891             | Pedro S. Salazar                  |                                        | |
| 1891–1892             | Ignacio Lorenzo Almada            |                                        | |
| 1892–1893             | Quirino Corbalá                   |                                        | |
| 1893–1894             | Quirino Corbalá                   |                                        | |
| 1894–1895             | Ignacio Lorenzo Almada            |                                        | |
| 1895–1896             | Ángel Almada                      |                                        | |
| 1896–1897             | Ignacio Lorenzo Almada            |                                        | |
| 1897–1898             | Manuel Salazar y Perrón           |                                        | |
| 1898–1899             | Ángel Almada                      |                                        | |
| 1899–1900             | Ignacio Lorenzo Almada            |                                        | |
| 1900–1901             | Ignacio Lorenzo Almada            |                                        | |
| 1901–1902             | Ignacio Lorenzo Almada            |                                        | |
| 1902–1903             | Tranquilino Otero                 |                                        | |
| 1903–1904             | Ignacio Lorenzo Almada            |                                        | |
| 1904–1905             | Ignacio Lorenzo Almada            |                                        | |
| 1905–1906             | Ignacio Lorenzo Almada            |                                        | |
| 1906–1907             | Pedro S. Salazar                  |                                        | |
| 1907–1908             | Alfredo J. Almada                 |                                        | |
| 1908–1909             | Ignacio Lorenzo Almada            |                                        | |
| 1909–1910             | Ignacio Lorenzo Almada            |                                        | |
| 1910–1910             | Alfredo J. Almada                 |                                        | Al estallar la Revolución Mexicana, este Ayuntamiento fue destituido                                                                    |
| 1910–1911             | Antonio Goycolea                  |                                        | |
| 1911–1911             | Joaquín S. Urrea                  |                                        | Las elecciones fueron anuladas |
| 1911–1912             | Rómulo Salido                     |                                        | Este Ayuntamiento sustituyó al anterior tras la anulación de elecciones                                                                 |
| 1912–1912             | Miguel C. Urrea                   |                                        | Las elecciones fueron anuladas |
| 1912–1913             | Antonio G. Ávila                  |                                        | Este Ayuntamiento sustituyó al anterior tras la anulación de elecciones                                                                 |
| 1913–1914             | Alfonso Goycolea                  |                                        | |
| 1914–1915             | Gabriel Rascón                    |                                        | |
| 1915–1916             | Rómulo Salido                     |                                        | |
| 1916–1917             | Enrique M. Rochín                 |                                        | |
| 1917–1918             | Rudecindo Valenzuela              |                                        | |
| 1918–1919             | Ramón M. Salazar                  |                                        | |
| 1919–1920             | José Tirado                       |                                        | |
| 1920–1921             | Rudecindo Valenzuela              |                                        | |
| 1921–1922             | Carlos G. Salido                  |                                        | |
| 1922–1923             | Ramón M. Salazar                  |                                        | |
| 1923–1924             | Hilario Palomares                 |                                        | |
| 1924–1925             | Leopoldo Acosta                   |                                        | Fin de los períodos de un año |
| 1925–1927             | Rafael S. Corbalá                 |                                        | Primer bienio |
| 1927–1929             | Miguel S. Urrea                   |                                        | |
| 1929–1931             | Rudecindo Valenzuela              | PNR                                    | |
| 1931–1933             | Luis Urrea                        | PNR                                    | |
| 1933–1935             | Jesús Peral                       | PNR                                    | |
| 1935–17-08-1936       | Manuel S. Corbalá                 | PNR                                    | El Congreso de la Unión desaparece los Poderes del Estado de Sonora, y este Ayuntamiento cesa en sus funciones                          |
| 18-08-1936–23-11-1936 | Octaviano Carbajal                | PNR                                    | Interino |
| 23-11-1936–23-02-1937 | Carlos G. García                  | PNR                                    | Interino |
| 23-02-1937–15-09-1937 | Alfonso Lara                      | PNR                                    | Interino |
| 1937–1939             | José María Palomares              | PNR                                    | |
| 1939–1941             | Carlos G. García                  | PRM                                    | |
| 1941–1943             | Leopoldo Acosta                   | PRM                                    | Último bienio |
| 1943–1946             | Juan de Dios Urrea                | PRM                                    | Primer trienio |
| 1946–1949             | Marcelino Valenzuela              | PRI                                    | |
| 1949–1952             | Martín B. Salido                  | PRI                                    | |
| 1952–1955             | Raymundo M. Robles                | PRI                                    | |
| 1955–1958             | Maximiliano Couvillier Atondo     | PRI                                    | |
| 1958–1961             | Marcelino Valenzuela Bustillos    | PRI                                    | |
| 1961–1964             | Lauro Franco Franco               | PRI                                    | |
| 1964–1967             | Diódoro Valenzuela Piña           | PRI                                    | |
| 1967–1970             | Baldomero Corral Álvarez          | PRI                                    | |
| 1970–1973             | Rosendo Venegas Reyes             | PRI                                    | |
| 1973–1976             | José Reyes Amarillas              | PRI                                    | |
| 1976–1979             | José de Jesús Gil Vega            | PRI                                    | |
| 1979–1982             | Darío Villarreal Valenzuela       | PRI                                    | |
| 1982–1985             | Humberto R. Franco Terán          | PRI                                    | |
| 1985–1988             | Miguel H. Ruiz Arzaga             | PRI                                    | |
| 1988–1991             | Enrique Ibarra Álvarez            | PRI                                    | |
| 1991–1994             | Jesús Baldomero Corral Valenzuela | PRI                                    | |
| 1994–1997             | Alfonso Valenzuela Salido         | PRI                                    | |
| 1997–2000             | Humberto Arana Murillo            | PRI                                    | |
| 2000–2003             | José de Jesús Carballo Mendívil   | PRI                                    | |
| 2003–2006             | David Ramón Corral Valenzuela     | PRI                                    | |
| 16-09-2006–15-09-2009 | Ruth Concepción Acuña Rascón      | PRI                                    | |
| 16-09-2009–15-09-2012 | Joaquín Navarro Quijada           | PAN                                    | |
| 16-09-2012–15-09-2015 | José Benjamín Anaya Rosas         | PRI PVEM                               | |
| 16-09-2015–15-09-2018 | Axel Omar Salas Hernández         | PRI PVEM                               | |
| 16-09-2018–22-04-2021 | Víctor Manuel Balderrama Cárdenas | PRI PVEM Panal                         | Coalición "Por un Gobierno Honesto y Eficaz". Pidió licencia temporal, para buscar la reelección en los comicios del 6 de junio de 2021 |
| 22-04-2021–15-06-2021 | Everardo Enríquez Parra           | PRI PVEM Panal                         | Coalición "Por un Gobierno Honesto y Eficaz". Interino                                                                                  |
| 16-06-2021–15-09-2021 | Víctor Manuel Balderrama Cárdenas | PRI PVEM Panal                         | Coalición "Por un Gobierno Honesto y Eficaz". Reasumió el cargo al concluir su licencia temporal                                        |
| 16-09-2021–15-09-2024 | Víctor Manuel Balderrama Cárdenas | PAN PRI PRD                            | Coalición "Va por Sonora". Fue reelegido el 06-06-2021                                                                                  |
| 16-09-2024–           | Samuel Borbón Lara                | Morena PVEM PT Panal Sonora PES Sonora | |